# زكاة الزروع

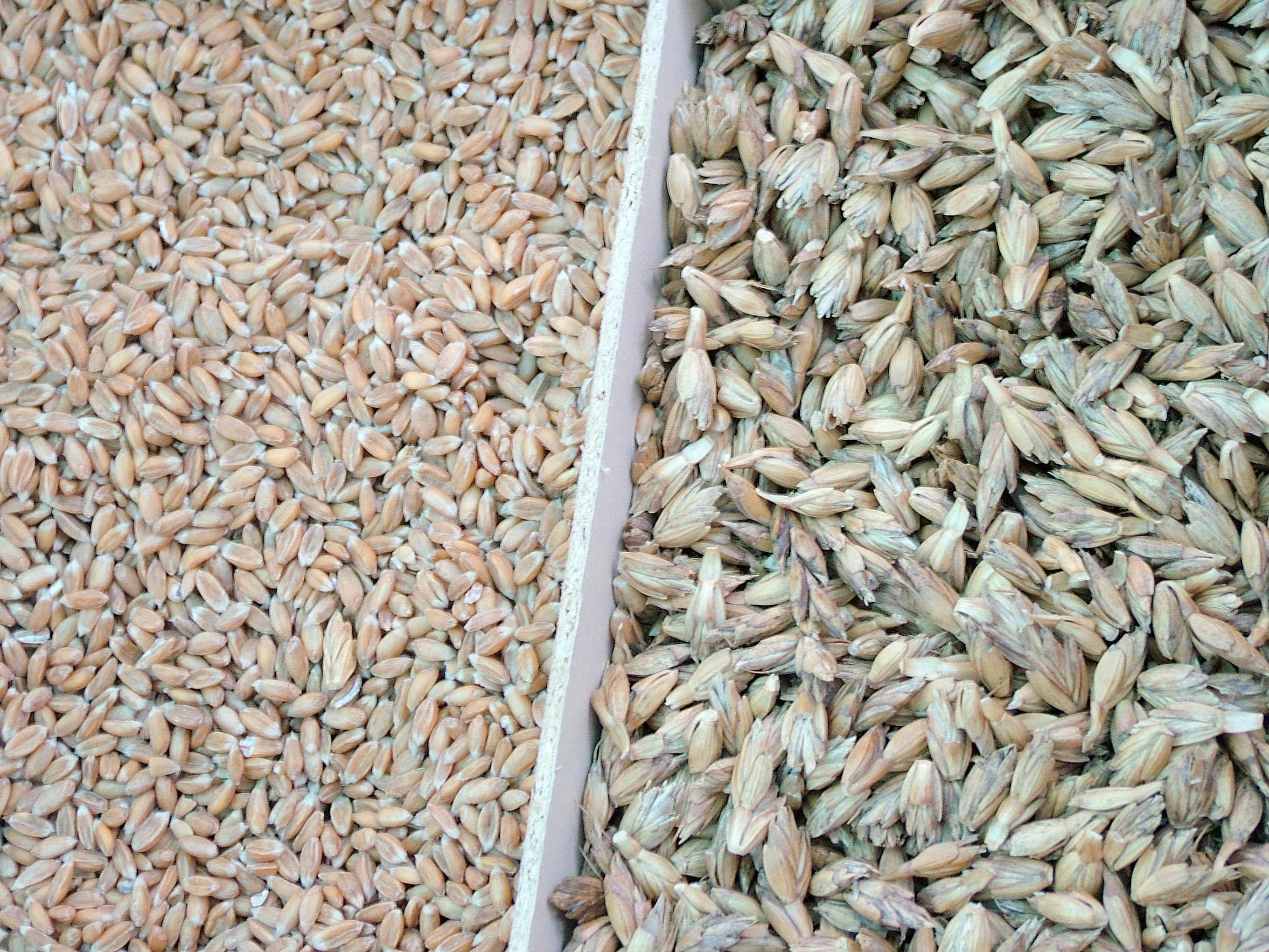
الحنطة بالقشر وبعد تصفيتها من القشرة

زكاة الزروع نوع من أنواع الأموال التي تجب فيها الزكاة، وهو الأقوات الممكن ادخارها، مثل: الشعير والبر، إذا بلغ نصابا وهو خمسة أوسق، نقية لا قشر عليها. والزروع هي الأقوات الممكن ادخارها، مثل: الشعير والبر، إذا بلغ نصابا وهو خمسة أوسق، نقية لا قشر عليها. وتجب زكاة الزروع في كل ما يقتاته الإنسان حال الاختيار، مما يمكن ادخاره، كالشعير والحنطة والأرز وغيره. قال الماوردي: «وهو مذهب الشافعي أن الزكاة واجبة فيما زرعه الآدميون قوتا مدخرا، وبه قال الأئمة الأربعة رضوان الله عليهم». وقال في الشرح الكبير:
«ودخل فيه ثمانية عشر صنفا: القطاني السبعة والقمح والسلت والشعير والذرة والدخن والأرز والعلس وذوات الزيوت الأربع الزيتون والسمسم والقرطم وحب الفجل».

## زكاة الزروع
زكاة الزروع نوع من أنواع الأموال التي تجب فيها الزكاة، وهو النابت من الأرض من المزروعات، إذا بلغت نصابا وهو خمسة أوسق، نقية لا قشر عليها. وهي في الشعير والبر بالإجماع، وعند الشافعية في كل الأقوات المدخرة، مثل: الشعير والبر والذرة وغيرها، وتجب زكاة الزروع في كل ما يقتاته الإنسان حال الاختيار، مما يمكن ادخاره، كالشعير والحنطة والأرز وغيره. قال الماوردي: مذهب الشافعي أن الزكاة واجبة فيما زرعه الآدميون قوتا مدخرا، وبه قال الأئمة الأربعة. وعند المالكية في أجناس مخصوصة، قال ابن عرفة: يدخل فيه ثمانية عشر صنفا: القطاني السبعة، والقمح، والسلت، والشعير، والذرة، والدخن، والأرز، والعلس، وذوات الزيوت الأربع الزيتون والسمسم والقرطم وحب الفجل. وعند الحنفية تجب في محصول كل ما تنبته الأرض.

## أدلة وجوب الزكاة في الزروع
قال الله تعالى: ﴿وَهُوَ الَّذِي أَنْشَأَ جَنَّاتٍ مَعْرُوشَاتٍ وَغَيْرَ مَعْرُوشَاتٍ وَالنَّخْلَ وَالزَّرْعَ مُخْتَلِفًا أُكُلُهُ وَالزَّيْتُونَ وَالرُّمَّانَ مُتَشَابِهًا وَغَيْرَ مُتَشَابِهٍ كُلُوا مِنْ ثَمَرِهِ إِذَا أَثْمَرَ وَآتُوا حَقَّهُ يَوْمَ حَصَادِهِ وَلَا تُسْرِفُوا إِنَّهُ لَا يُحِبُّ الْمُسْرِفِينَ ۝١٤١﴾ [الأنعام:141] قال الشافعي: فيه دلالة على أنه إنما جعل الزكاة على الزرع. قال الماوردي: الأصل في وجوب الزكاة في الثمار الكتاب والسنة والإجماع، فأما الكتاب فقوله تعالى: ﴿يَا أَيُّهَا الَّذِينَ آمَنُوا أَنْفِقُوا مِنْ طَيِّبَاتِ مَا كَسَبْتُمْ وَمِمَّا أَخْرَجْنَا لَكُمْ مِنَ الْأَرْضِ وَلَا تَيَمَّمُوا الْخَبِيثَ مِنْهُ تُنْفِقُونَ وَلَسْتُمْ بِآخِذِيهِ إِلَّا أَنْ تُغْمِضُوا فِيهِ وَاعْلَمُوا أَنَّ اللَّهَ غَنِيٌّ حَمِيدٌ ۝٢٦٧﴾ [البقرة:267] فدل على أن المراد بالنفقة الصدقة التي يحرم إخراج الخبيث فيها، ولو لم يرد الصدقة لجاز إخراج خبيثها وطيبها. وعبد الله بن عباس «عن علي رضي الله عنه ورواه موسى بن طلحة عن أبيه طلحة أن رسول الله ﷺ قال: "ليس في الخضراوات صدقة"». وروى أبان «عن أنس أن رسول الله ﷺ قال: ليس في شيء من البقول زكاة». وروى الأسود «عن عائشة رضي الله عنها أن رسول الله ﷺ قال: "ليس فيما أنبتت الأرض من الخضراوات زكاة"». وروى موسى بن طلحة «عن معاذ بن جبل أن رسول الله ﷺ قال: ما سقته السماء؛ ففيه العشر وما سقي بنضح أو غرب؛ ففيه نصف العشر، يكون ذلك في التمر والحنطة والشعير والحبوب، فأما البطيخ والقثاء والخضراوات؛ فعفو عفا الله عنها» ولأنه نبت لا يقتات غالبا فاقتضى أن لا يجب فيه العشر كالحشيش والحطب، ولأن الزكاة إذا وجبت في جنس فيه العشر كالحشيش والحطب، ولأن الزكاة إذا وجبت في جنس تعلقت بأعلى نوعيه وسقطت عن أدونهما، كالحيوان لم تجب الزكاة إلا في أعلى نوعيه وهو النعم السائمة، وكالمعادن لا تجب الزكاة إلا في أعلى نوعيها وهي الفضة والذهب، وكالعروض ولم تجب الزكاة إلا في أعلى نوعها وهي عروض التجارات، فاقتضى أن تكون زكاة الزروع متعلقة بأعلى نوعيه دون الآخر، وتحرير ذلك قياسا: أنه جنس مال تجب فيه الزكاة فوجب أن تختص الزكاة بأعلى نوعين من جنسه كالحيوان.
فال الماوردي: فأما الجواب عن قوله تعالى: ﴿يَا أَيُّهَا الَّذِينَ آمَنُوا أَنْفِقُوا مِنْ طَيِّبَاتِ مَا كَسَبْتُمْ وَمِمَّا أَخْرَجْنَا لَكُمْ مِنَ الْأَرْضِ وَلَا تَيَمَّمُوا الْخَبِيثَ مِنْهُ تُنْفِقُونَ وَلَسْتُمْ بِآخِذِيهِ إِلَّا أَنْ تُغْمِضُوا فِيهِ وَاعْلَمُوا أَنَّ اللَّهَ غَنِيٌّ حَمِيدٌ ۝٢٦٧﴾ [البقرة:267]؛ فهي عامة ولا بد من دعوى الإضمار فيها، فأما أبو حنيفة يقول: إلا الفضة ونحن نقول إلا ما يقتات، وليس أحد الإضمارين أولى من الآخر فتعارضا، على أن قوله ليس في الخضروات شيء يخصه، وبهذا الجواب ينفصل عن قوله تعالى: ﴿وَهُوَ الَّذِي أَنْشَأَ جَنَّاتٍ مَعْرُوشَاتٍ وَغَيْرَ مَعْرُوشَاتٍ وَالنَّخْلَ وَالزَّرْعَ مُخْتَلِفًا أُكُلُهُ وَالزَّيْتُونَ وَالرُّمَّانَ مُتَشَابِهًا وَغَيْرَ مُتَشَابِهٍ كُلُوا مِنْ ثَمَرِهِ إِذَا أَثْمَرَ وَآتُوا حَقَّهُ يَوْمَ حَصَادِهِ وَلَا تُسْرِفُوا إِنَّهُ لَا يُحِبُّ الْمُسْرِفِينَ ۝١٤١﴾ [الأنعام:141]، وينفصل عنه أيضا بجوابين آخرين: أحدهما: أنه محمول على غير الزكاة من صدقة يتطوع بها يوم الحصاد لأمرين: أحدهما: أنه أمر بإيتاء حقه، ولم يقل حق الله منه، وليس لشيء مما ذكر حق، وإنما الحق لله تعالى علينا. والثاني: أنه أمرنا بإخراجه يوم حصاده، والزكاة لا يجب إخراجها يوم الحصاد إلا بعد الجز والدياس، فبهذين الأمرين سقط الاستدلال بظاهر الآية، فهذا أحد الجوابين. والجواب الثاني: أنه محمول على الزكاة إلا أنه علق الزكاة بما كان منه محصودا، والحصاد غير مستعمل في الأشجار والقثاء والخيار، فإن قيل الحصاد هو الاستعمال قال الله تعالى: ﴿فَمَا زَالَتْ تِلْكَ دَعْوَاهُمْ حَتَّى جَعَلْنَاهُمْ حَصِيدًا خَامِدِينَ ۝١٥﴾ [الأنبياء:15]،
«وقال ﷺ احصدهم حصيدا حتى تلقني على الصفا» وإذا كان الحصد هو الاستئصال صار تقدير الآية وآتو حقه يوم استئصاله، وهذا لا يختص بزرع من غيره قيل: عن هذا جوابان: أحدهما: أن حقيقة الحصاد في الزروع، وقد يستعمل مجازا في غيره، يقال: حصد الزرع وجذ التمر، وقطف العنب وجد البقل وجنى الفاكهة قال علي عليه السلام: 
هذا جناي وخياره فيه إذ كل جان يده إلى فيه
وقال الشاعر : 
، فكان هذا مخصصا لعموم ما تقدم.
وأما قياسه على الحنطة والشعير فالمعنى فيه: أنه مقتات فلذلك وجبت فيه الزكاة، والخضراوات لما كانت غير مقتاتة شابهت الحشيش والحطب فلم تجب فيها الزكاة.

## أنواع الزروع التي تجب فيها الزكاة
أنواع الزروع التي تجب فيها الزكاة هي: كل ما يقتاته الإنسان حال الاختيار، مما يمكن ادخاره، كالشعير والحنطة والأرز وغيره. قال في الشرح الكبير:
«ودخل فيه ثمانية عشر صنفا: القطاني السبعة والقمح والسلت والشعير والذرة والدخن والأرز والعلس وذوات الزيوت الأربع الزيتون والسمسم والقرطم وحب الفجل».

## أجناس الزروع
الزروع من الأموال المزكاة وقد ذكر الماوردي أقوال الفقهاء في أجناس ما تجب فيها الزكاة في ذلك سبعة مذاهب: 
1. وهو مذهب الشافعي أن الزكاة واجبة فيما زرعه الآدميون قوتا مدخرا، وبه قال الأئمة الأربعة رضوان الله عليهم.
2. أن الزكاة واجبة في الحنطة والشعير لا غير، قال به الحسن وابن سيرين والشعبي والحسن بن صالح.
3. أن الزكاة واجبة في الحنطة والشعير والذرة لا غير، قال به أبو ثور.
4. أنها واجبة في كل زرع نبت من بزره وأخذ بزره من زرعه قال به عطاء بن أبي رباح.
5. أنها واجبة في الحبوب المأكولة غالبا من الزروع قال به مالك.
6. أنها واجبة من الحبوب المأكولة، والقطن أيضا قال به أبو يوسف.
7. أنها واجبة في كل مزروع ومغروس من فواكه وبقال وحبوب وخضر، وهو مذهب أبي حنيفة استدلالا بعموم قوله تعالى:

﴿يَا أَيُّهَا الَّذِينَ آمَنُوا أَنْفِقُوا مِنْ طَيِّبَاتِ مَا كَسَبْتُمْ وَمِمَّا أَخْرَجْنَا لَكُمْ مِنَ الْأَرْضِ وَلَا تَيَمَّمُوا الْخَبِيثَ مِنْهُ تُنْفِقُونَ وَلَسْتُمْ بِآخِذِيهِ إِلَّا أَنْ تُغْمِضُوا فِيهِ وَاعْلَمُوا أَنَّ اللَّهَ غَنِيٌّ حَمِيدٌ ۝٢٦٧﴾ [البقرة:267] وبعموم قوله: والزيتون والرمان ﴿وَهُوَ الَّذِي أَنْشَأَ جَنَّاتٍ مَعْرُوشَاتٍ وَغَيْرَ مَعْرُوشَاتٍ وَالنَّخْلَ وَالزَّرْعَ مُخْتَلِفًا أُكُلُهُ وَالزَّيْتُونَ وَالرُّمَّانَ مُتَشَابِهًا وَغَيْرَ مُتَشَابِهٍ كُلُوا مِنْ ثَمَرِهِ إِذَا أَثْمَرَ وَآتُوا حَقَّهُ يَوْمَ حَصَادِهِ وَلَا تُسْرِفُوا إِنَّهُ لَا يُحِبُّ الْمُسْرِفِينَ ۝١٤١﴾ [الأنعام:141]
وبما روي «عن النبي ﷺ أنه قال: "فيما سقت السماء العشر» وهو على عمومه، ولأنه مزروع فاقتضى أن يجب عشره كالبر والشعير.

## نصاب الزروع
نصاب الثمار خمسة أوسق، والوسق شرعا ستون صاعا، والصاع أربعة أمداد نبوية (بكيل المدينة). والنصاب كيلا ثلاثمائة صاع، أو ألف ومائتي مد؛ لأن كل صاع أربعة أمداد، والمد حفنة (غرفة) بيدي إنسان معتدل الخلقة، والنصاب الشرعي في زكاة المعشرات مقدر على وجه التحديد كيلا بصاع المدينة المنورة ومدها في العصر النبوي، وسائر المكاييل الأخرى تبع له، فلا يحدد النصاب الشرعي بالكيل إلا بالمكيال المدني اتفاقا، أما ما يذكره العلماء في الفروع من التقدير بالوزن فالمقصود به استظهار المقدار؛ لأن المقادير الشرعية تؤخذ بنصوص الشرع، وما كان مقدر بالكيل فلا يقوم الوزن مقامه. وقدر النصاب وزنا ألف وستمائة رطل بغدادي، والرطل البغدادي: مائة وثمانية وعشرون درهما مكيا كل درهم منها خمسون وخمسا حبة من مطلق أي: متوسط الشعير. وفي قول: مائة وثلاثون درهما، وهو ما اختاره الرافعي ورجحه، وفي قول: مائة وثمانية وعشرون درهما وأربعة أسباع درهم، وهو ما اختاره النووي.

### القدر الواجب
«عن جابر وابن عمر أن رسول الله ﷺ قال: "ما سقت السماء ففيه العشر، وما سقي بنضح أو غرب فنصف العشر"».

## زكاة الثمار

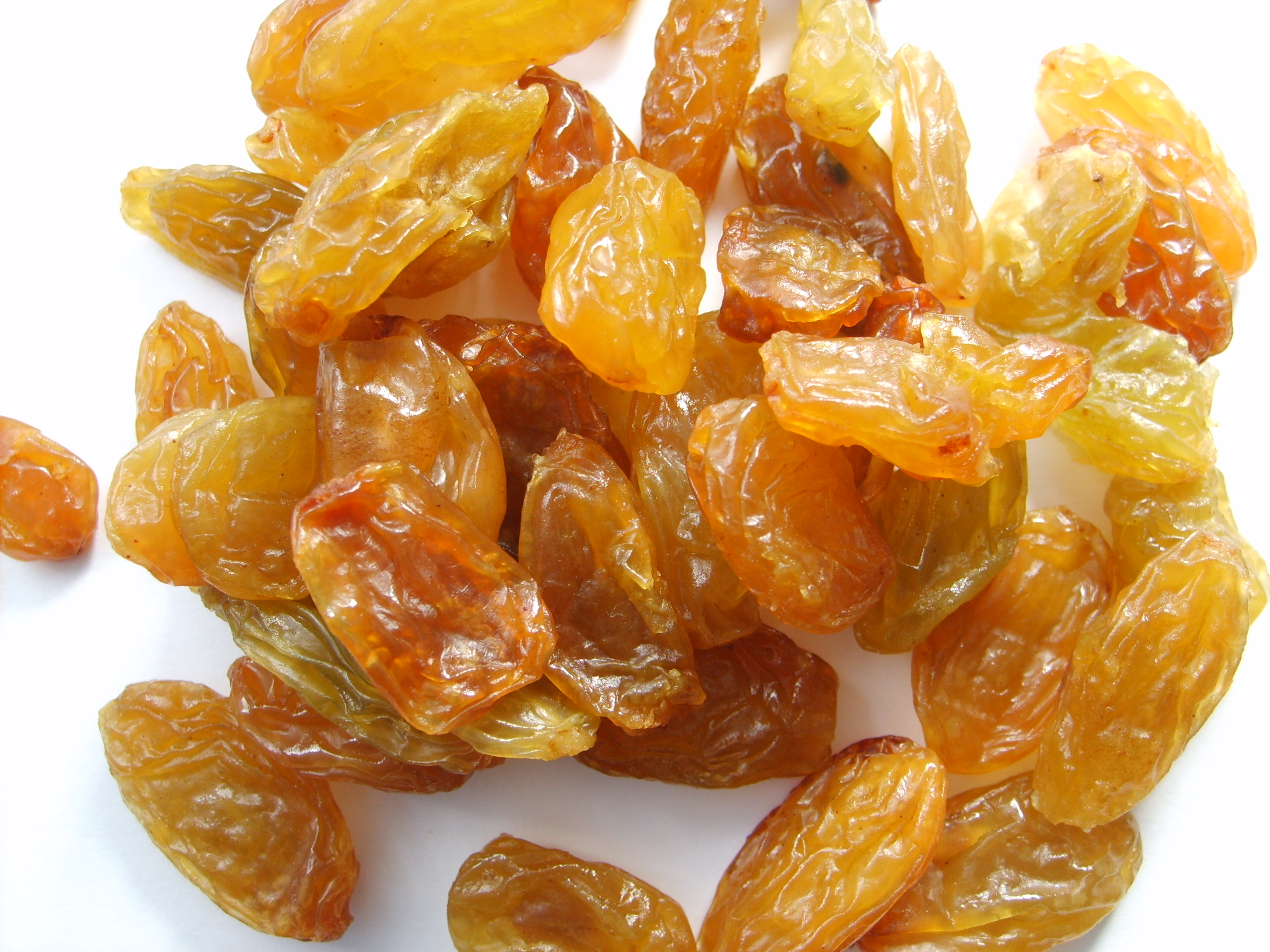
الزبيب السلطاني نوع من الزبيب.

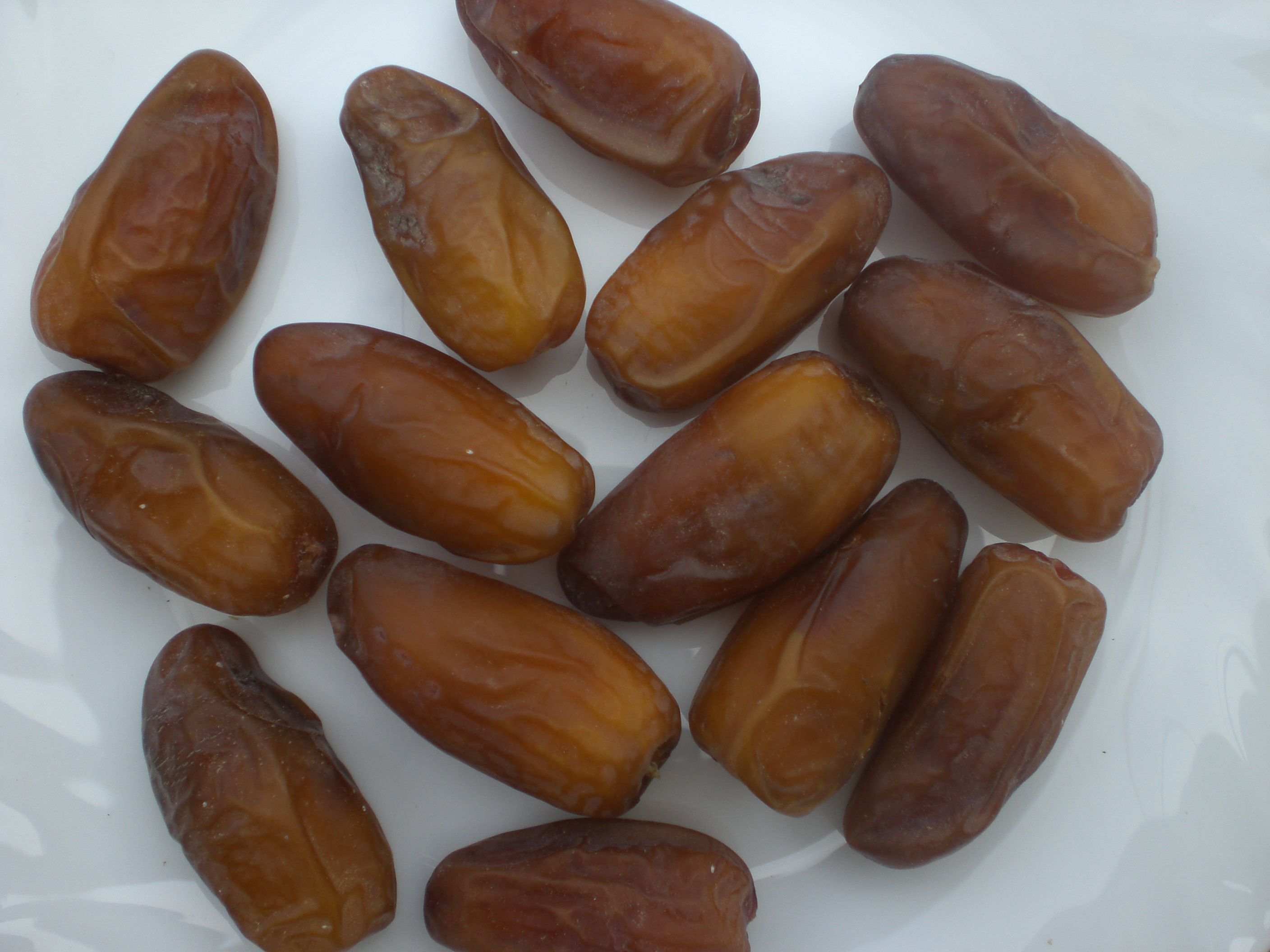
نوع من أنواع التمر.

زكاة الثمار أحد أنواع زكاة المال، وتجب زكاة الثمار في نوعين هما: التمر والزبيب، حال الكمال وهو: الجفاف. وتجب زكاة كل منهما ببلوغهما نصابا وهو: خمسة أوسق لا قشر عليها، وقدر الزكاة الواجب إخراجها فيهما: إن سقيت بماء المطر، أو السيح، أي: بغير كلفة؛ ففيها العشر، وإن سقيت بكلفة كالسقاية بالنضح أو غيره؛ ففيها نصف العشر. روى الشافعي بسنده «عن أبي سعيد الخدري أن رسول الله ﷺ قال: "ليس فيما دون خمسة أوسق من التمر صدقة"». قال الماوردي: الأصل في وجوب الزكاة في الثمار الكتاب والسنة والإجماع، فأما الكتاب فقوله تعالى: ﴿يَا أَيُّهَا الَّذِينَ آمَنُوا أَنْفِقُوا مِنْ طَيِّبَاتِ مَا كَسَبْتُمْ وَمِمَّا أَخْرَجْنَا لَكُمْ مِنَ الْأَرْضِ وَلَا تَيَمَّمُوا الْخَبِيثَ مِنْهُ تُنْفِقُونَ وَلَسْتُمْ بِآخِذِيهِ إِلَّا أَنْ تُغْمِضُوا فِيهِ وَاعْلَمُوا أَنَّ اللَّهَ غَنِيٌّ حَمِيدٌ ۝٢٦٧﴾ [البقرة:267] وفي هذا دلالة على أن المراد بالنفقة الصدقة التي يحرم إخراج الخبيث فيها، ولو لم يرد الصدقة لجاز إخراج خبيثها وطيبها. قال تعالى: ﴿وَهُوَ الَّذِي أَنْشَأَ جَنَّاتٍ مَعْرُوشَاتٍ وَغَيْرَ مَعْرُوشَاتٍ وَالنَّخْلَ وَالزَّرْعَ مُخْتَلِفًا أُكُلُهُ وَالزَّيْتُونَ وَالرُّمَّانَ مُتَشَابِهًا وَغَيْرَ مُتَشَابِهٍ كُلُوا مِنْ ثَمَرِهِ إِذَا أَثْمَرَ وَآتُوا حَقَّهُ يَوْمَ حَصَادِهِ وَلَا تُسْرِفُوا إِنَّهُ لَا يُحِبُّ الْمُسْرِفِينَ ۝١٤١﴾ [الأنعام:141] «عن جابر وابن عمر أن رسول الله ﷺ قال: "ما سقت السماء ففيه العشر، وما سقي بنضح أو غرب فنصف العشر"». ومذهب الجمهور: تجب زكاة الثمار في التمر والزبيب، ولا تجب في غيرهما، وعند الحنفية: تجب في جميع أنواع الثمار. ولا تجب الزكاة في الزروع والثمار إلا إذا بلغت نصابا، وهو قول الجمهور، وقال ابن عباس وزيد ابن علي والنخعي وأبو حنيفة إلى وجوب الزكاة في القليل والكثير.